# 12 Gdański Oddział WOP

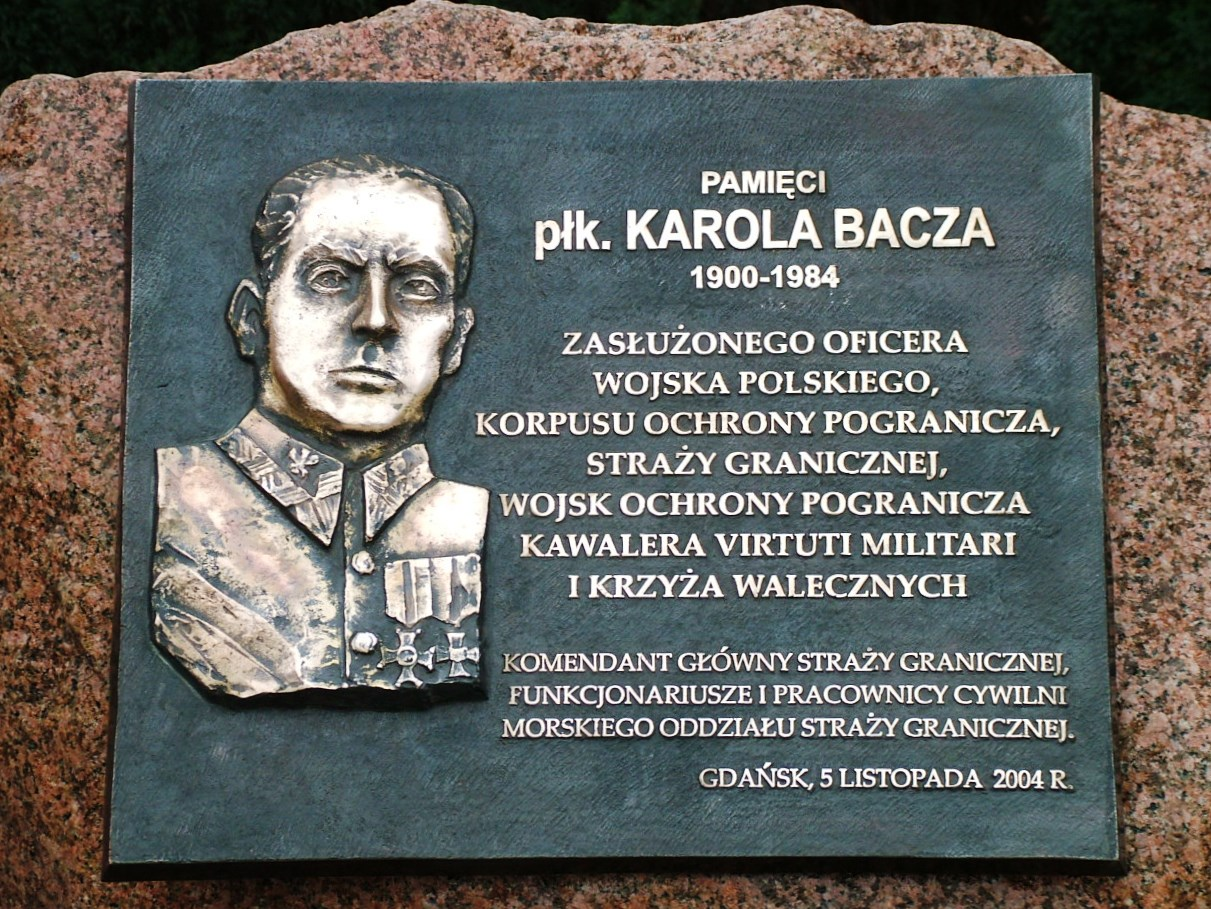
Tablica upamiętniająca Karola Bacza

Gdański Oddział WOP nr 12 – zlikwidowany oddział w strukturze organizacyjnej Wojsk Ochrony Pogranicza pełniący służbę graniczną na granicy morskiej.

## Formowanie i zmiany organizacyjne
12 Gdański Oddział WOP JW 5034 (Zarządzenie SzSG Nr 0153/Org. z 21 września 1946) Ze względu na występujące trudności związane z kierowaniem podległymi pododdziałami, które były rozlokowane na znacznej przestrzeni (6 komend odcinków, 30 strażnic i 3 PPK) na podstawie rozkazu NDWP nr 0153/org. z 21 września 1946 podzielono dotychczasowy 4 Morski Oddział WOP na dwie jednostki. Jedną z nich został sformowany Gdański Oddział WOP nr 12 z siedzibą w Gdańsku. W jego strukturze pozostały 3 komendy odcinków (19, 20 i 21), 15 strażnic WOP (od nr 91 do nr 105) oraz dwa PPK (nr 13 w Gdyni i nr 14 w Gdańsku). Stan etatowy oddziału wynosił 1548 wojskowych i 13 pracowników cywilnych, natomiast PPK w Gdańsku i Gdyni po 66 wojskowych i 4 pracowników cywilnych.
21 kwietnia 1947 sztab oddziału został przeniesiony z Sopotu do Gdańska Wrzeszcza. Sztab oddziału stacjonował w Gdańsku ul. Niedziałkowskiego 11.
W 1947 rozformowano grupę manewrową oddziału, a w jej miejsce powołano szkołę podoficerską o etacie 34 oficerów i podoficerów oraz 140 elewów.
Na początku 1947 częściowej reorganizacji uległa służba w PPK Gdynia i Gdańsk. Po ustaleniu nowego etatu w ramach 12 Oddziału WOP otrzymały one większe stany osobowe w związku z czym strażnice nr 97 (Gdynia) i nr 99 (Gdańsk) przestały ochraniać obiekty portowe a zajęły się tylko ochroną granicy lądowej oraz kontrolą ruchu rybackiego. W tym samym roku doraźnie wprowadzono służbę kontrolno–blokującą żołnierzy WOP przy statkach obcych bander, co do których istniało podejrzenie o próby przemytu. Kontroli poddawano również statki wypływające i wpływające do portu. Do tego celu w PPK wydzielono specjalne ekipy kontrolne w składzie 5–8 żołnierzy. Kontrolą taką objęto też jednostki sportowo–żeglarskie. 
W 1947 rozpoczęto organizować służbę morską WOP, a Gdański 12 Oddział WOP otrzymał pierwsze jednostki pływające i z początkiem lutego 1948 służba morska dysponowała 13 kutrami i łodziami.
Na początku 1948 określono granice strefy nadgranicznej na terenie województwa gdańskiego. Przebiegała ona na zachodzie od punktu przecięcia się granicy województwa szczecińskiego i gdańskiego z brzegiem jezioro Łebsko do granicy województwa olsztyńskiego na wschodzie. 
W tym okresie na całym odcinku granicy morskiej ochranianym przez oddział WOP w Gdańsku wykorzystywano 11 punktów obserwacyjnych, z których tylko 3 znajdowały się na własnych wieżach wybudowanych przez strażnice.
12 Gdański Oddział WOP rozformowany został 24 kwietnia 1948. Na jego bazie powstała 4 Brygada Ochrony Pogranicza.

## Struktura organizacyjna

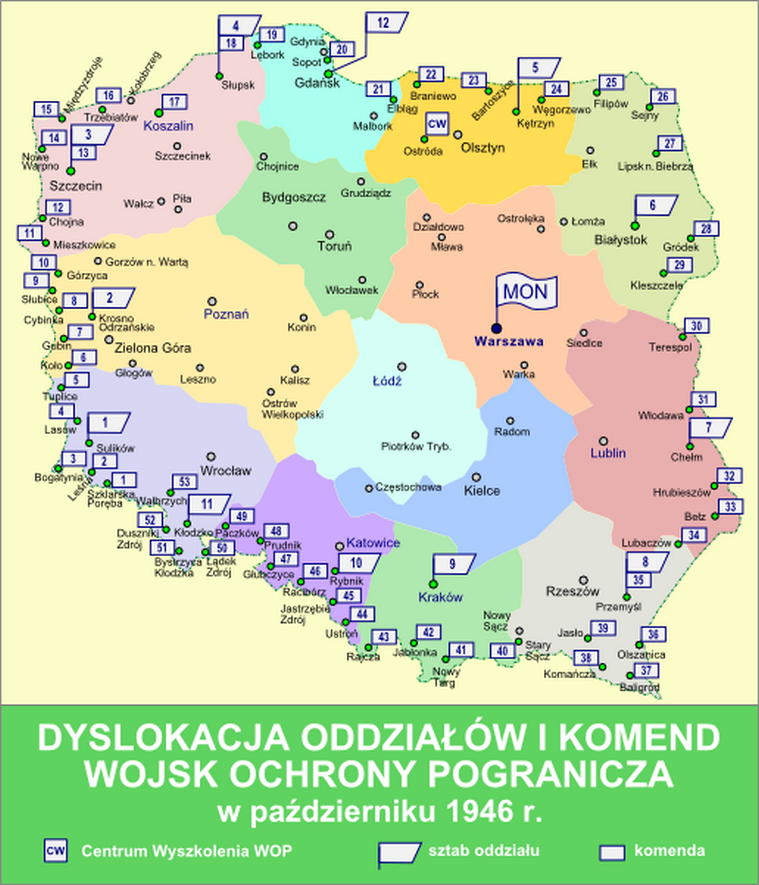

Organizacja Gdańskiego 12 Oddziału WOP w 1946
- Dowództwo sztab i pododdziały dowodzenia
- Grupa manewrowa, a od 1947 szkoła podoficerska
- 19 komenda odcinka – Lębork
- 20 komenda odcinka – Gdańsk Wrzeszcz
- 21 komenda odcinka – Elbląg.

We wrześniu 1946 stan etatowy oddziału przewidywał: 3 komendy, 15 strażnic, 1548 wojskowych i 14 pracowników cywilnych. Po reorganizacji w 1947 było to: 3 komendy odcinków, 16 strażnic, 1254 wojskowych i 13 pracowników cywilnych.
Organizacja Gdańskiego 12 Oddziału WOP z 25 października 1946
- Dowództwo 
  - Sztab
    - Sekcja Operacyjna
    - Sekcja Wyszkolenia Bojowego
    - Sekcja Przejściowych Punktów Kontrolnych i konfliktów granicznych
    - Referat Szyfrowy
    - Sekcja Łączności
    - Sekcja Ewidencyjno–Personalna
    - Kancelaria Sztabu
    - Pluton Ochrony Sztabu

  - Sekcja Wywiadowcza
  - Wydział Polityczno–Wychowawczy
  - Szefowie Służb
  - Sekcja Uzbrojenia
  - Sekcja Techniczno–Morska
  - Prokuratura
  - Kwatermistrzostwo
  - Ambulans Sanitarny
  - Ambulans Weterynaryjny
  - Kompania Łączności Oddziału
- Grupa Manewrowa
- Flotylla Ścigaczy
- 3 Komendy Odcinków WOP
- 15 Strażnic Liniowych WOP
- 2 Strażnice Liniowe Specjalne
- 2 Przejściowe Punkty Kontrolne.

Stan osobowy:
- oficerów – 162
- podoficerów – 449
- szeregowych – 937

Razem – 1548
- Kontraktowych – 15.

## Sąsiednie oddziały Wojsk Ochrony Pogranicza
- 4 Bałtycki Oddział WOP ⇔ 5 Mazurski Oddział WOP.

## Dowódcy oddziału
- ppłk Józef Hajdukiewicz (był 10.1946)[c]
- płk Karol Bacz (8.10.1946–28.05.1947)[12].

## Przekształcenia
4 Oddział Morski Ochrony Pogranicza → 12 Gdański Oddział WOP → 4 Brygada Ochrony Pogranicza → 16 Brygada WOP → 16 Kaszubska Brygada WOP → Kaszubska Brygada WOP → Morski Oddział SG i Warmińsko-Mazurski Oddział SG